# Расслоение Хопфа

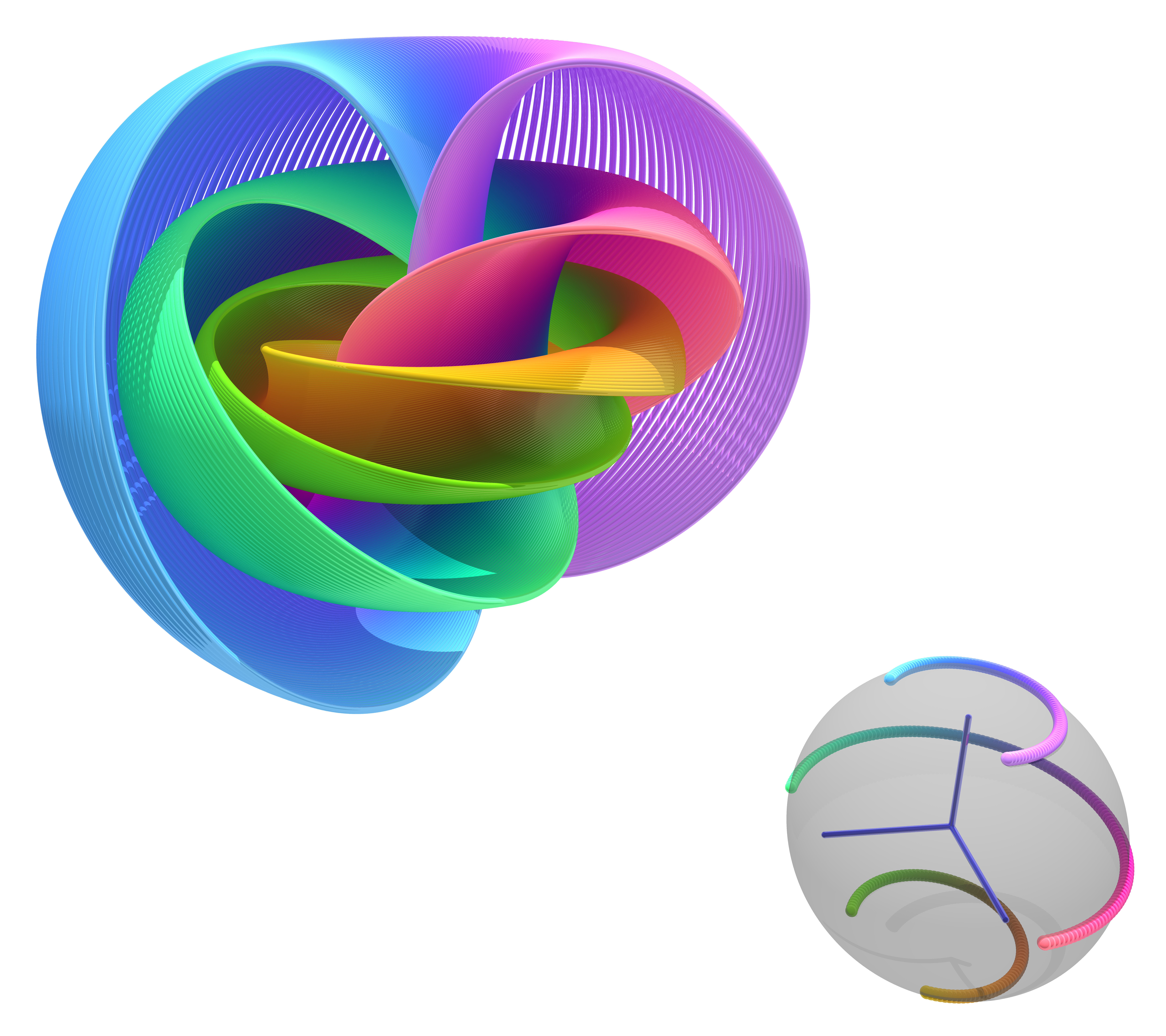
Расслоение Хопфа графически представлено как обобщенная стереографическая проекция на. Рисунок показывает одинаковым цветом точки на (справа) и соответствующие им слои-окружности на стереографической проекции (слева).

Расслоение Хопфа — пример локально тривиального расслоения трёхмерной сферы над двумерной со слоем-окружностью:
{\displaystyle S^{1}\hookrightarrow S^{3}{\xrightarrow {\ p\,}}S^{2}}.
Расслоение Хопфа не является тривиальным. Является также важным примером главного расслоения.
Одним из самых простых способов задания этого расслоения является представление трёхмерной сферы {\displaystyle S^{3}} как единичной сферы в {\displaystyle \mathbb {C} ^{2}}, а двумерной сферы {\displaystyle S^{2}} как комплексной проективной прямой {\displaystyle \mathbb {C} P^{1}}. Тогда отображение:
{\displaystyle p:(z_{1},z_{2})\mapsto (z_{1}:z_{2})}
и задаёт расслоение Хопфа. При этом слоями расслоения будут орбиты свободного действия группы {\displaystyle S^{1}}:
{\displaystyle \theta :(z_{1},z_{2})\mapsto (\theta z_{1},\theta z_{2})},
где окружность представлена как множество единичных по модулю комплексных чисел:
{\displaystyle S^{1}=\{\theta \mid \theta \in \mathbb {C} ,\,|\theta |=1\}}.

## Обобщения
Совершенно аналогично, нечётномерная сфера {\displaystyle S^{2n+1}} расслаивается со слоем-окружностью над {\displaystyle \mathbb {C} P^{n}}. Иногда это расслоение также называют расслоением Хопфа. 
Также (помимо «комплексной») существуют вещественная, кватернионная и октавная версии таких семейств расслоений. Они начинаются соответственно с:
{\displaystyle S^{0}\hookrightarrow S^{1}\rightarrow S^{1}}   (вещественная),
{\displaystyle S^{1}\hookrightarrow S^{3}\rightarrow S^{2}}   (комплексная — собственно расслоение Хопфа),
{\displaystyle S^{3}\hookrightarrow S^{7}\rightarrow S^{4}}   (кватернионная),
{\displaystyle S^{7}\hookrightarrow S^{15}\rightarrow S^{8}}   (октавная).
Такие расслоения сферы {\displaystyle S^{n}}, для которых и слой, и база, и тотальное пространство являются сферами, возможны только в случаях {\displaystyle n\in \{1,3,7,15\}}. Исключительность этих случаев связана с тем, что умножение в {\displaystyle \mathbb {R} ^{n}} без делителей нуля может быть определено только при {\displaystyle n\in \{1,2,4,8\}}.